# جو نيومان
جو نيومان (بالإنجليزية: Joe Newman)‏ هو ملحن أمريكي، ولد في 7 سبتمبر 1922 في نيو أورلينز في الولايات المتحدة، وتوفي في 4 يوليو 1992 في نيويورك في الولايات المتحدة.

## وصلات خارجية
- جو نيومان على موقع ميوزك برينز (الإنجليزية)
- جو نيومان على موقع أول ميوزيك (الإنجليزية)
- جو نيومان على موقع ديسكوغز (الإنجليزية)